# اسماء افسر الدین

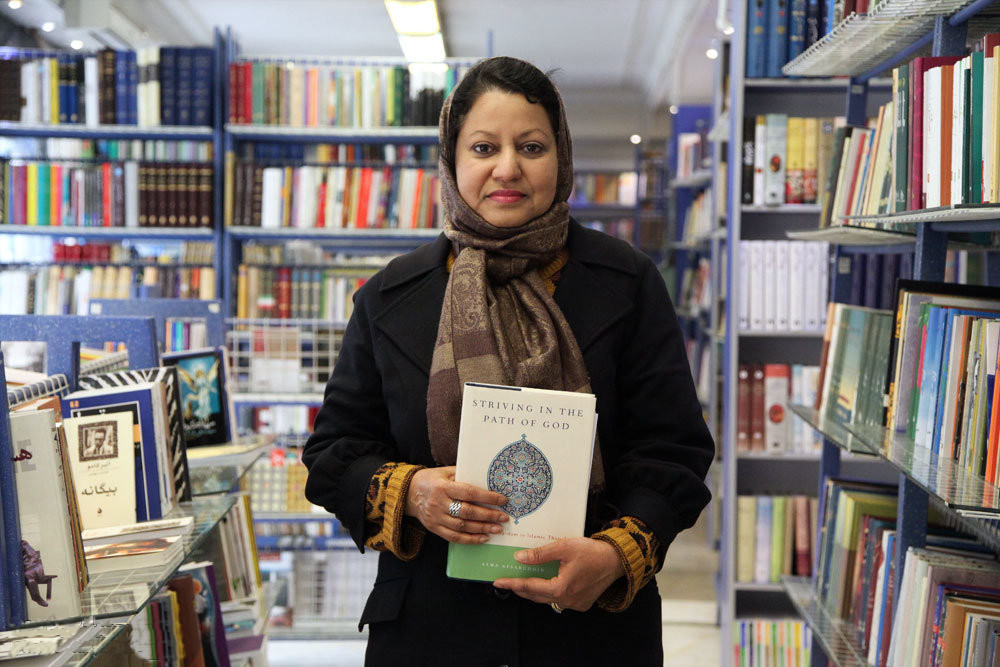
عسماء افسرالدین

اسماء افسر الدین (به انگلیسی: Asma Afsaruddin) استاد دپارتمان فرهنگ و زبان خاورنزدیک در دانشگاه ایندیانا در بلومینگتون، ایندیانا است. او استاد دانشیار دانشگاه نوتردام در ایندیانا بود. او سابقاً در دانشگاه هاروارد و دانشگاه جانز هاپکینز که مدرک دکترایش در ۱۹۹۳ از آن گرفته بود، تدریس می‌کرد. زمینه کاری او اندیشه‌های سیاسی-مذهبی اسلام، مطالعه بر روی متون اصلی اسلامی (قرآن و حدیث) است.

## آثار
- The First Muslims: History and Memory (Oxford: Oneworld Publications, 2008)
- Excellence and Precedence: Medieval Islamic Discourse on Legitimate Leadership (Leiden: E.J. Brill, 2002)
- Hermeneutics and Honor: Negotiation of Female "Public" Space in Islamic/ate Societies (Cambridge, Mass. : Harvard University, 1999)
- Culture, and Language in the Near East: Essays in Honor of Georg Krotkoff (Eisenbrauns: Winona Lake, Ind. , 1997)